# Emil Pettersson
Emil Pettersson (3 dicembre 2002) è uno sciatore alpino svedese.

## Biografia
Slalomista puro attivo dal novembre del 2018, in Coppa Europa Pettersson ha esordito il 17 dicembre 2023 in Val di Fassa, senza completare la prova, e ha conquistato il primo podio il 13 gennaio 2024 a Berchtesgaden (2º); ha debuttato in Coppa del Mondo il 4 febbraio 2024 a Chamonix, senza qualificarsi per la seconda manche. Non ha preso parte a rassegne olimpiche o iridate.

## Palmarès

### Coppa Europa
- Miglior piazzamento in classifica generale: 48º nel 2024
- 1 podio:
  - 1 secondo posto